# Filmhíradó
A filmhíradó a mindennap eseményeinek megörökítése filmen. A filmhíradó egyidős a mozgóképpel, hiszen a legelső filmek, szinte kivétel nélkül a valós életet választották témául. A Lumière-filmek első filmje volt az első filmhíradó: La Sortie des Usines Lumière 1894-ben, ami a gyárépületet elhagyó munkásokat mutatta be. Lumière-éknek hamar vetélytársakkal kellett megküzdeniük: Charles Pathéval, Léon Gaumont-nal és a német Oscar Messterrel. A vetélkedések következményei az volt, hogy olyan eseményekről is megjelentek felvételek a mozikban, melynek készítői el sem jutottak helyszíneikre. A legmerészebb hamisítvány az 1898-as spanyol-amerikai háború idején készült, amikor a Santiago-öbölbeli tengeri csatáról készített tudósítást egy amerikai filmes, úgy, hogy makett hajómodelleket tologatott egy fürdőkádban. A híradók manipulálhatóságának klasszikus példái második világháborús magyar haditudósítások voltak, melyeket hazai műtermekben, illetve egy erre a célra épített Patyomkin-faluban készítettek.
Pathé 1907-ben megkezdte a filmhíradók kiadását, pár évvel később több, egymástól független hírt fűzött egymás mögé, melynek formáját ma is használják. Pathé Journal nevet adott neki. A háborút követő években a filmhíradással üzletszerűen foglalkozó vállalkozások világszerte kiépítették hírgyűjtő tevékenységüket. A hangosfilm új lendületet adott a filmhíradózásnak, mivel az események már hanggal is megszólalhattak, valamint megjelenhettek az utólag felvett kommentárok is. Az 1930-as évek derekán jelentek meg a magazinszerű híradófilmek. Az eseményeket ezentúl dokumentum elemekkel tarkították. A II. világháború után elterjedő televízió a filmhíradót lassan elsorvasztotta. A TV hírműsorai, mivel naponta jelentkeztek, szinte azonnal be tudták mutatni a friss eseményeket. A filmhíradás leáldozott.

## Magyarország filmhíradója
Hazánkban az első filmhíradók 1896-ban készültek a Millenniumi Ünnepségeken; ezeket a felvételeket a legenda szerint azonban soha nem vetítették nyilvánosan, mert azokról „hiányzott Ferenc József feje”. 
Az első fennmaradt felvétel 1906-ban készült, és a vármegyék lovasbandériumainak millenniumi díszfelvonulását, a Lánchíd pesti hídfőjének lovaskocsis forgalmát és II. Rákóczi Ferenc hamvainak hazahozatalát mutatta be.
1913-tól vetítettek rendszeresen híradókat a mozikban, melyet két akkoriban ismert újságíró: Frönlich János és Fodor Aladár szervezett meg Kino Riport néven, és az első világháborúról szóló tudósításaik váltottak ki nagy érdeklődést.
Az őszirózsás forradalom alatt heti híradókkal jelentkezett Az Est és a Pesti Napló. A Horthy-korszak alatt már több cég is készített filmes híradásokat, de 1930-ra a Magyar Film Iroda Rt. (M.F.I.) által alapított Magyar Híradó került kormányzati támogatással monopolhelyzetbe, és indította el a nemzetközi eseményeket is bemutató M.F.I. Világhíradót; ez a nyilas hatalomátvétel során szűnt meg, helyét a Hungarista Híradó propagandája vette át, melynek főcímzenéje az Ébredj, magyar! dallamának eleje lett.
1931 szeptemberétől lett a filmhíradó hangosfilm. 1945 június 2-án indult újra a filmhíradó Mafilm Krónika néven; ezt 1948-ban Új Magyar Film Iroda Rt. (Mafilm) néven vonták össze más filmhíradókkal, 1949 áprilisától kezdve pedig Filmhíradó néven a kommunista propagandát közvetítette, szigorú cenzúra és ellenőrzött hírgyártás mellett.
A televízió kísérleti adásai 1957-től indultak el (többek között a TV-Híradó), állandó műsorai sem csökkentették a filmhíradó fontosságát. A filmek vetítése előtt lehetett rendszeresen látni a – hét fontos politikai eseményeiről beszámoló, 10 perces – filmhíradót a mozikban. Elejükön a Hector Berlioz által meghangszerelt Rákóczi-induló szólt. (Az 1938 novemberében vetített „768. szám” és az 1988 februárjában vetített „5. szám” között.) 1987-től kezdve forgatták színes filmre.
1988-ban alakult meg a Mafilmből kivált Movi és az általuk készített krónikák már az új, modern főcímmel, teljesen színesben kezdődtek. Elejükön az 50 éven át használt Rákóczi-induló helyett a Lerch István szerezte modern főcímzene szólt (ezt átvette az 1989-2009 között futott Nap-kelte című reggeli közéleti televízióműsor.) Ezek a hírműsorok a szervilis propaganda helyett már rendszerkritikus hangvételűek, kevésbé cenzúrázottak voltak. Ekkor a napi három adással is jelentkező Híradó a történelmi Magyar Televízióban azonban már átvette a filmhíradó nézettségét. Végül 1991-ben megszűnt, helyét azóta reklámokkal és filmelőzetesekkel töltik ki.